# Luis Sinisterra
Luis Fernando Sinisterra Lucumí (Santander de Quilichao, 17 de Junho de 1999) é um futebolista colombiano que atua como ponta. Atualmente é jogador do Cruzeiro, emprestado pelo Bournemouth e da Seleção Colombiana de Futebol.

## Carreira

### Once Caldas
Sinisterra foi formado nas categorias de base do Once Caldas, assinando um contrato profissional com o clube em 2016.[carece de fontes?]

### Feyenoord
Em 8 de julho de 2018, Sinisterra assinou um contrato de três anos com opção por mais dois anos com o Feyenoord por uma taxa relatada de €2 milhões. Ele marcou seu primeiro gol pelo clube em 8 de agosto de 2019, marcando o gol de abertura na terceira rodada de qualificação da Liga Europa da UEFA de 2019-20 contra o Dinamo Tbilisi. Em 7 de fevereiro de 2020, Sinisterra ganhou o prêmio de Jogador do Mês da Eredivisie sub-21 no mês de janeiro de 2020 após marcar em três partidas consecutivas. Em 12 de novembro de 2020, o Feyenoord anunciou que o clube havia usado a opção no contrato de Sinisterra para estender seu contrato por mais dois anos.
Em 19 de agosto de 2021, o Sinisterra marcou um hat-trick na primeira partida da fase de play-off da Liga Conferência de UEFA contra o clube sueco IF Elfsborg.
Terminou sua passagem em 2022 com 49 jogos, 23 gols e 15 assistências, no total de 113 partidas com 35 gols e 29 assitências no total.

### Leeds United
Em 7 de Julho de 2022, Luis foi confirmado no time do Leeds United até 2027 por £21 milhões. Após sua transferência para o Leeds, ele se tornou a transferência de saída mais cara da história do Feyenoord.[carece de fontes?]Sinisterra marcou seu primeiro gol pelo clube em uma vitória por 3–1 contra o Barnsley na segunda rodada da Copa da Liga Inglesa em Elland Road. Ele então marcou seu primeiro gol na Premier League dias depois, o empate em um empate em casa por 1–1 contra o Everton. Apesar de sofrer períodos de lesão fora do time em novembro de 2022 até meados de janeiro de 2023, e nos cinco jogos finais e cruciais da temporada em abril/maio, ele terminou a temporada como o segundo maior artilheiro do clube em todas as competições, depois de Rodrigo.[carece de fontes?]

### Bournemouth
Em 2 de setembro de 2023, foi anunciado que o Bournemouth havia contratado Sinisterra do Leeds United em um acordo de troca de empréstimo de uma temporada com Jaidon Anthony. Em 9 de fevereiro de 2024, depois de ter marcado 3 gols e fornecido 3 assistências em 17 jogos em todas as competições, Sinisterra se juntou ao Bournemouth em um acordo permanente, por uma taxa de transferência relatada de £20 milhões com a transferência formalmente a ser concluída na janela de transferência do verão de 2024. Em 31 de agosto, ele marcou o gol da vitória nos acréscimos de uma vitória por 3–2 sobre o Everton.

## Carreira internacional
Em 15 de outubro de 2019, Sinisterra fez sua estreia pela seleção colombiana em um amistoso contra a Argélia, que a Colômbia perdeu por 3–0. Ele marcou seu primeiro gol internacional em 24 de setembro de 2022, marcando o segundo da Colômbia na vitória por 4–1 contra a Guatemala. Em 27 de setembro, Sinisterra marcou dois gols contra o México para ajudar seu time a vencer por 3–2 depois de estar perdendo por 2–0 no intervalo.